# PlusLiga de 2021–22
O Campeonato Polonês de Voleibol Masculino de 2021–22, oficialmente PlusLiga 2021–22 por motivos de patrocínio, foi a 86.ª edição do Campeonato Polonês de Voleibol Masculino e 22.ª temporada como liga profissional. O torneio foi administrado pela Liga Polonesa de Voleibol. Esta temporada contou com a presença de 14 equipes.
O Indykpol AZS Olsztyn ganhou a segunda edição do PreZero Grand Prix, o torneio de voleibol de praia da pré-temporada.
O ZAKSA Kędzierzyn-Koźle conquistou o 9.º título nacional de sua história após fechar a série "melhor de 5" em 3 a 1, contra o Jastrzębski Węgiel. O ponteiro polonês Kamil Semeniuk foi eleito o melhor jogador da fase final da competição.

## Regulamento
Período regular
disputado em dois turnos, onde todos os clubes se enfrentaram, com jogos em casa e fora. Os oito primeiros classificados tiveram acesso aos playoffs, enquanto os clubes da 9ª a 12ª colocação se juntaram aos eliminados dos playoffs para as partidas de composição da tabela.
Playoffs
fase composta em quartas de final, semifinal, disputa pelo terceiro lugar e final.

## Equipes participantes
| Equipe                     | Cidade           | Ginásio                                                         | Temporada 2020–21         |
| -------------------------- | ---------------- | --------------------------------------------------------------- | ------------------------- |
| PGE Skra Bełchatów         | Bełchatów        | Hala "Energia" Capacidade: 2 700                                | 4º                        |
| ZAKSA Kędzierzyn-Koźle     | Kędzierzyn-Koźle | Hala Widowiskowo-Sportowa Azoty Capacidade: 3 500               | Vice-campeão              |
| Trefl Gdańsk               | Gdańsk           | Ergo Arena Capacidade: 11 409                                   | 6º                        |
| Indykpol AZS Olsztyn       | Olsztyn          | Hala Urania Capacidade: 2 500                                   | 10º                       |
| Jastrzębski Węgiel         | Jastrzębie-Zdrój | Hala Widowiskowo-Sportowa w Jastrzębiu-Zdroju Capacidade: 3 000 | Campeão                   |
| Asseco Resovia Rzeszów     | Rzeszów          | Hala Podpromie Capacidade: 5 000                                | 5º                        |
| Cuprum Lubin               | Lubin            | Hala Widowisko-Sportowa RCS Capacidade: 3 714                   | 11º                       |
| Projekt Warszawa           | Varsóvia         | Arena Ursynów Capacidade: 2 000                                 | 3º                        |
| Aluron CMC Warta Zawiercie | Zawiercie        | Hala Sportowo-Widowiskowa OSiR II w Zawierciu Capacidade: 1 500 | 8º                        |
| Cerrad Czarni Radom        | Radom            | Hala MOSiR Capacidade: 2 500                                    | 12º                       |
| GKS Katowice               | Katowice         | Ośrodek Sportowy Szopienice Capacidade: 1 549                   | 9º                        |
| MKS Ślepsk Malow Suwałki   | Suwałki          | Suwałki Arena Capacidade: 2 299                                 | 7º                        |
| Stal Nysa                  | Nysa             | Hala Nysa Capacidade: 2 505                                     | 13º                       |
| LKPS Lublin                | Lublin           | Hala Sportowo-Widowiskowa Globus Capacidade: 3 909              | Campeão da I Liga 2020–21 |

## Fase classificatória

### Classificação
- Vitória por 3 sets a 0 ou 3 a 1: 3 pontos para o vencedor;
- Vitória por 3 sets a 2: 2 pontos para o vencedor e 1 ponto para o perdedor;
- Não comparecimento, a equipe perde 2 pontos;
- Em caso de igualdade por pontos, os seguintes critérios serviram como desempate: número de vitórias, média de sets e média de pontos.

|  | Equipes classificadas para as quartas de final            |
|  | Equipes classificadas para a disputa do 9.º ao 12.º lugar |
|  | Disputa do playoff com o 2.º colocado da I Liga           |

|     |                            |     | Jogos | Jogos | Jogos | Resultados | Resultados | Resultados | Resultados | Resultados | Resultados | Sets | Sets | Sets  | Pontos | Pontos | Pontos |
| Pos | Equipe                     | Pts | T     | V     | D     | 3–0        | 3–1        | 3–2        | 2–3        | 1–3        | 0–3        | V    | P    | R     | V      | P      | R      |
| --- | -------------------------- | --- | ----- | ----- | ----- | ---------- | ---------- | ---------- | ---------- | ---------- | ---------- | ---- | ---- | ----- | ------ | ------ | ------ |
| 1   | ZAKSA Kędzierzyn-Koźle     | 65  | 26    | 22    | 4     | 15         | 4          | 3          | 2          | 02         | 0          | 72   | 22   | 3.273 | 2269   | 1964   | 1.155  |
| 2   | Jastrzębski Węgiel         | 65  | 26    | 22    | 4     | 12         | 7          | 3          | 2          | 0          | 2          | 70   | 25   | 2.800 | 2264   | 1977   | 1.145  |
| 3   | PGE Skra Bełchatów         | 60  | 26    | 21    | 5     | 6          | 8          | 7          | 4          | 1          | 0          | 72   | 37   | 1.946 | 2481   | 2324   | 1.068  |
| 4   | Aluron CMC Warta Zawiercie | 47  | 26    | 17    | 9     | 4          | 8          | 5          | 1          | 3          | 5          | 56   | 45   | 1.244 | 2311   | 2292   | 1.008  |
| 5   | Asseco Resovia Rzeszów     | 45  | 26    | 14    | 12    | 7          | 6          | 1          | 4          | 5          | 3          | 55   | 44   | 1.250 | 2275   | 2187   | 1.040  |
| 6   | Indykpol AZS Olsztyn       | 41  | 26    | 14    | 12    | 9          | 1          | 4          | 3          | 3          | 6          | 51   | 45   | 1.133 | 2142   | 2122   | 1.009  |
| 7   | Trefl Gdańsk               | 36  | 26    | 12    | 14    | 8          | 1          | 3          | 3          | 6          | 5          | 48   | 49   | 0.980 | 2153   | 2160   | 0.997  |
| 8   | GKS Katowice               | 36  | 26    | 12    | 14    | 4          | 4          | 4          | 4          | 5          | 5          | 49   | 54   | 0.907 | 2267   | 2340   | 0.969  |
| 9   | Projekt Warszawa           | 36  | 26    | 12    | 14    | 2          | 7          | 3          | 3          | 5          | 6          | 47   | 55   | 0.855 | 2281   | 2313   | 0.986  |
| 10  | Cuprum Lubin               | 26  | 26    | 8     | 18    | 2          | 3          | 3          | 5          | 8          | 5          | 42   | 63   | 0.667 | 2284   | 2411   | 0.947  |
| 11  | LKPS Lublin                | 24  | 26    | 8     | 18    | 2          | 4          | 2          | 2          | 8          | 8          | 36   | 62   | 0.581 | 2129   | 2264   | 0.940  |
| 12  | MKS Ślepsk Malow Suwałki   | 24  | 26    | 7     | 19    | 2          | 4          | 1          | 4          | 5          | 10         | 34   | 63   | 0.540 | 2149   | 2269   | 0.947  |
| 13  | Cerrad Czarni Radom        | 21  | 26    | 7     | 19    | 1          | 4          | 2          | 2          | 4          | 13         | 29   | 65   | 0.446 | 1970   | 2234   | 0.882  |
| 14  | Stal Nysa                  | 20  | 26    | 6     | 20    | 2          | 2          | 2          | 4          | 8          | 8          | 34   | 66   | 0.515 | 2178   | 2296   | 0.949  |

### Resultados da fase classificatória
| Casa/Fora                  | JAS | ZAK | WAR | PGE | ASS | TRE | SLE | ALU | GKS | OLS | CUP | CER | NYS | LUB |
| -------------------------- | --- | --- | --- | --- | --- | --- | --- | --- | --- | --- | --- | --- | --- | --- |
| Jastrzębski Węgiel         | —   | 0–3 | 3–1 | 3–1 | 3–1 | 3–0 | 3–0 | 2–3 | 3–2 | 3–1 | 3–1 | 3–0 | 3–0 | 3–0 |
| ZAKSA Kędzierzyn-Koźle     | 3–0 | —   | 3–2 | 1–3 | 3–1 | 2–3 | 3–0 | 3–0 | 3–0 | 3–0 | 3–1 | 1–3 | 3–0 | 3–0 |
| Projekt Warszawa           | 3–2 | 1–3 | —   | 0–3 | 1–3 | 3–0 | 3–1 | 3–1 | 0–3 | 3–2 | 3–1 | 2–3 | 2–3 | 3–1 |
| PGE Skra Bełchatów         | 2–3 | 2–3 | 3–1 | —   | 3–2 | 3–2 | 3–0 | 3–2 | 3–1 | 3–2 | 3–1 | 3–2 | 3–2 | 2–3 |
| Asseco Resovia Rzeszów     | 0–3 | 2–3 | 3–0 | 2–3 | —   | 0–3 | 1–3 | 1–3 | 3–1 | 3–0 | 3–0 | 3–0 | 3–2 | 1–3 |
| Trefl Gdańsk               | 2–3 | 0–3 | 3–0 | 0–3 | 3–2 | —   | 1–3 | 1–3 | 1–3 | 3–0 | 3–0 | 3–0 | 3–0 | 3–0 |
| MKS Ślepsk Malow Suwałki   | 0–3 | 0–3 | 1–3 | 0–3 | 0–3 | 2–3 | —   | 0–3 | 2–3 | 0–3 | 3–1 | 1–3 | 2–3 | 3–0 |
| Aluron CMC Warta Zawiercie | 1–3 | 0–3 | 3–1 | 3–2 | 1–3 | 3–0 | 3–1 | —   | 3–1 | 3–2 | 3–2 | 0–3 | 3–0 | 3–1 |
| GKS Katowice               | 0–3 | 0–3 | 2–3 | 1–3 | 3–0 | 3–2 | 2–3 | 3–0 | —   | 0–3 | 3–2 | 3–1 | 3–1 | 3–1 |
| Indykpol AZS Olsztyn       | 0–3 | 0–3 | 3–0 | 1–3 | 0–3 | 3–1 | 3–2 | 3–0 | 3–2 | —   | 3–0 | 3–0 | 3–2 | 3–0 |
| Cuprum Lubin               | 0–3 | 3–2 | 1–3 | 1–3 | 1–3 | 3–1 | 3–0 | 2–3 | 3–1 | 0–3 | —   | 2–3 | 3–0 | 3–2 |
| Cerrad Czarni Radom        | 0–3 | 0–3 | 0–3 | 0–3 | 0–3 | 3–1 | 0–3 | 0–3 | 0–3 | 0–3 | 2–3 | —   | 3–1 | 1–3 |
| Stal Nysa                  | 0–3 | 0–3 | 1–3 | 1–3 | 1–3 | 0–3 | 1–3 | 1–3 | 2–3 | 3–1 | 1–3 | 3–1 | —   | 3–0 |
| LKPS Lublin                | 1–3 | 1–3 | 3–0 | 0–3 | 1–3 | 1–3 | 3–1 | 1–3 | 3–0 | 2–3 | 3–2 | 3–1 | 0–3 | —   |

Fonte: PlusLiga

## Playoffs
|  | Quartas de final | Quartas de final       | Quartas de final           | Quartas de final   | Quartas de final |                    |                            | Semifinais         | Semifinais     | Semifinais     | Semifinais     | Semifinais     |                |                | Final          | Final                      | Final | Final | Final | Final | Final |
|  |                  |                        |                            |                    |                  |                    |                            |                    |                |                |                |                |                |                |                |                            |       |       |       |       |       |
|  | 1º               | ZAKSA Kędzierzyn-Koźle | 3                          | 3                  |                  |                    |                            |                    |                |                |                |                |                |                |                |                            |       |       |       |       |       |
|  | 8º               | GKS Katowice           | 0                          | 1                  |                  |                    |                            |                    |                |                |                |                |                |                |                |                            |       |       |       |       |       |
|  | 8º               | GKS Katowice           | 0                          | 1                  |                  | 1º                 | ZAKSA Kędzierzyn-Koźle     | 1                  | 3              | 3              |                |                |                |                |                |                            |       |       |       |       |       |
|  |                  |                        |                            |                    |                  | 1º                 | ZAKSA Kędzierzyn-Koźle     | 1                  | 3              | 3              |                |                |                |                |                |                            |       |       |       |       |       |
|  |                  | 4º                     | Aluron CMC Warta Zawiercie | 3                  | 0                | 1                  |                            |                    |                |                |                |                |                |                |                |                            |       |       |       |       |       |
|  | 4º               | 4º                     | Aluron CMC Warta Zawiercie | 3                  | 0                | 1                  | Aluron CMC Warta Zawiercie | 3                  | 3              |                |                |                |                |                |                |                            |       |       |       |       |       |
|  | 4º               |                        |                            |                    |                  |                    | Aluron CMC Warta Zawiercie | 3                  | 3              |                |                |                |                |                |                |                            |       |       |       |       |       |
|  | 5º               | Asseco Resovia Rzeszów | 1                          | 1                  |                  |                    |                            |                    |                |                |                |                |                |                |                |                            |       |       |       |       |       |
|  |                  |                        |                            |                    |                  |                    |                            |                    |                |                |                |                |                |                | 1º             | ZAKSA Kędzierzyn-Koźle     | 3     | 3     | 1     | 3     |       |
|  |                  |                        | 2º                         | Jastrzębski Węgiel | 0                | 2                  | 3                          | 0                  |                |                |                |                |                |                |                |                            |       |       |       |       |       |
|  | 2º               | Jastrzębski Węgiel     | 2                          | 3                  | 3                |                    |                            |                    |                |                |                |                |                |                |                |                            |       |       |       |       |       |
|  | 7º               | Trefl Gdańsk           | 3                          | 2                  | 0                |                    |                            |                    |                |                |                |                |                |                |                |                            |       |       |       |       |       |
|  | 7º               | Trefl Gdańsk           | 3                          | 2                  | 0                |                    | 2º                         | Jastrzębski Węgiel | 3              | 3              |                |                |                |                |                |                            |       |       |       |       |       |
|  |                  |                        |                            |                    |                  |                    | 2º                         | Jastrzębski Węgiel | 3              | 3              |                |                |                |                |                |                            |       |       |       |       |       |
|  |                  | 3º                     | PGE Skra Bełchatów         | 0                  | 0                |                    |                            |                    | Terceiro lugar | Terceiro lugar | Terceiro lugar | Terceiro lugar | Terceiro lugar | Terceiro lugar | Terceiro lugar |                            |       |       |       |       |       |
|  | 3º               | 3º                     | PGE Skra Bełchatów         | 0                  | 0                | PGE Skra Bełchatów | 1                          | 3                  | Terceiro lugar | Terceiro lugar | Terceiro lugar | Terceiro lugar | Terceiro lugar | Terceiro lugar | Terceiro lugar | 3                          |       |       |       |       |       |
|  | 3º               |                        |                            |                    |                  | PGE Skra Bełchatów | 1                          | 3                  |                |                |                |                |                |                |                | 3                          |       |       |       |       |       |
|  | 6º               | Indykpol AZS Olsztyn   | 3                          | 0                  | 2                |                    |                            |                    |                |                |                |                |                |                | 4º             | Aluron CMC Warta Zawiercie | 3     | 2     | 3     | 3     |       |
|  |                  |                        |                            |                    |                  |                    |                            |                    |                |                |                |                |                |                | 3º             | PGE Skra Bełchatów         | 2     | 3     | 0     | 2     |       |

### Disputa pelo direito de jogar na PlusLiga de 2022–23
| Data   | Hora  |            | Placar |            | Set 1 | Set 2 | Set 3 | Set 4 | Set 5 | Total  | Relatório |
| ------ | ----- | ---------- | ------ | ---------- | ----- | ----- | ----- | ----- | ----- | ------ | --------- |
| 17 mai | 17:30 | Stal Nysa  | 3–0    | MKS Będzin | 25–20 | 25–16 | 27–25 |       |       | 77–61  | Relatório |
| 20 mai | 17:30 | MKS Będzin | 0–3    | Stal Nysa  | 26–28 | 14–25 | 20–25 |       |       | 60–78  | Relatório |
| 23 mai | 17:30 | Stal Nysa  | 0–3    | MKS Będzin | 21–25 | 14–25 | 26–28 |       |       | 61–78  | Relatório |
| 20 mai | 17:30 | MKS Będzin | 2–3    | Stal Nysa  | 25–21 | 21–25 | 25–22 | 22–25 | 4–15  | 97–108 | Relatório |

### Décimo primeiro lugar
| Data   | Hora  |                          | Placar |                          | Set 1 | Set 2 | Set 3 | Set 4 | Set 5 | Total   | Relatório |
| ------ | ----- | ------------------------ | ------ | ------------------------ | ----- | ----- | ----- | ----- | ----- | ------- | --------- |
| 14 abr | 20:30 | MKS Ślepsk Malow Suwałki | 2–3    | LKPS Lublin              | 25–23 | 25–18 | 18–25 | 19–25 | 13–15 | 100–106 | Relatório |
| 20 abr | 17:00 | LKPS Lublin              | 3–2    | MKS Ślepsk Malow Suwałki | 25–21 | 25–14 | 26–28 | 15–25 | 15–11 | 106–99  | Relatório |

### Nono lugar
| Data   | Hora  |                  | Placar |                  | Set 1 | Set 2 | Set 3 | Set 4 | Set 5 | Total   | Relatório |
| ------ | ----- | ---------------- | ------ | ---------------- | ----- | ----- | ----- | ----- | ----- | ------- | --------- |
| 14 abr | 17:30 | Cuprum Lubin     | 0–3    | Projekt Warszawa | 18–25 | 21–25 | 16–25 |       |       | 55–75   | Relatório |
| 22 abr | 20:30 | Projekt Warszawa | 3–2    | Cuprum Lubin     | 25–21 | 22–25 | 18–25 | 25–15 | 16–14 | 106–100 | Relatório |

### Sétimo lugar
| Data   | Hora  |              | Placar |              | Set 1 | Set 2 | Set 3 | Set 4 | Set 5 | Total   | Relatório |
| ------ | ----- | ------------ | ------ | ------------ | ----- | ----- | ----- | ----- | ----- | ------- | --------- |
| 23 abr | 20:30 | GKS Katowice | 2–3    | Trefl Gdańsk | 23–25 | 18–25 | 25–13 | 25–22 | 10–15 | 101–100 | Relatório |
| 27 abr | 20:30 | Trefl Gdańsk | 3–0    | GKS Katowice | 25–18 | 25–23 | 25–18 |       |       | 75–59   | Relatório |

### Quinto lugar
| Data   | Hora  |                        | Placar |                        | Set 1 | Set 2 | Set 3 | Set 4 | Set 5 | Total | Relatório |
| ------ | ----- | ---------------------- | ------ | ---------------------- | ----- | ----- | ----- | ----- | ----- | ----- | --------- |
| 24 abr | 14:45 | Indykpol AZS Olsztyn   | 1–3    | Asseco Resovia Rzeszów | 21–25 | 25–20 | 16–25 | 23–25 |       | 85–95 | Relatório |
| 27 abr | 17:30 | Asseco Resovia Rzeszów | 1–3    | Indykpol AZS Olsztyn   | 23–25 | 22–25 | 25–19 | 19–25 |       | 89–94 | Relatório |

| Golden set |                        | Placar |                      |
| ---------- | ---------------------- | ------ | -------------------- |
| Golden set | Asseco Resovia Rzeszów | 15–10  | Indykpol AZS Olsztyn |

### Quartas de finais
1º Jogo
| Data   | Hora  |                            | Placar |                        | Set 1 | Set 2 | Set 3 | Set 4 | Set 5 | Total   | Relatório |
| ------ | ----- | -------------------------- | ------ | ---------------------- | ----- | ----- | ----- | ----- | ----- | ------- | --------- |
| 12 abr | 17:30 | PGE Skra Bełchatów         | 1–3    | Indykpol AZS Olsztyn   | 25–19 | 24–26 | 26–28 | 14–25 |       | 89–98   | Relatório |
| 12 abr | 20:30 | Aluron CMC Warta Zawiercie | 3–1    | Asseco Resovia Rzeszów | 27–25 | 24–26 | 25–20 | 27–25 |       | 103–96  | Relatório |
| 13 abr | 17:30 | Jastrzębski Węgiel         | 2–3    | Trefl Gdańsk           | 28–26 | 25–18 | 18–25 | 21–25 | 13–15 | 105–109 | Relatório |
| 13 abr | 20:30 | ZAKSA Kędzierzyn-Koźle     | 3–0    | GKS Katowice           | 25–21 | 25–12 | 25–22 |       |       | 75–55   | Relatório |

2º Jogo
| Data   | Hora  |                        | Placar |                            | Set 1 | Set 2 | Set 3 | Set 4 | Set 5 | Total  | Relatório |
| ------ | ----- | ---------------------- | ------ | -------------------------- | ----- | ----- | ----- | ----- | ----- | ------ | --------- |
| 15 abr | 17:30 | Indykpol AZS Olsztyn   | 0–3    | PGE Skra Bełchatów         | 21–25 | 13–25 | 23–25 |       |       | 57–75  | Relatório |
| 15 abr | 20:30 | Asseco Resovia Rzeszów | 1–3    | Aluron CMC Warta Zawiercie | 25–19 | 23–25 | 23–25 | 22–25 |       | 93–94  | Relatório |
| 16 abr | 14:45 | Trefl Gdańsk           | 0–3    | Jastrzębski Węgiel         | 23–25 | 23–25 | 14–25 |       |       | 60–75  | Relatório |
| 18 abr | 14:45 | GKS Katowice           | 1–3    | ZAKSA Kędzierzyn-Koźle     | 29–27 | 19–25 | 20–25 | 19–25 |       | 87–102 | Relatório |

3º Jogo
| Data   | Hora  |                    | Placar |                      | Set 1 | Set 2 | Set 3 | Set 4 | Set 5 | Total   | Relatório |
| ------ | ----- | ------------------ | ------ | -------------------- | ----- | ----- | ----- | ----- | ----- | ------- | --------- |
| 19 abr | 17:30 | PGE Skra Bełchatów | 3–2    | Indykpol AZS Olsztyn | 29–27 | 23–25 | 25–19 | 22–25 | 15–13 | 114–109 | Relatório |
| 20 abr | 17:30 | Jastrzębski Węgiel | 3–0    | Trefl Gdańsk         | 25–17 | 25–16 | 25–18 |       |       | 75–51   | Relatório |

### Semifinais
1º Jogo
| Data   | Hora  |                        | Placar |                            | Set 1 | Set 2 | Set 3 | Set 4 | Set 5 | Total | Relatório |
| ------ | ----- | ---------------------- | ------ | -------------------------- | ----- | ----- | ----- | ----- | ----- | ----- | --------- |
| 23 abr | 14:45 | ZAKSA Kędzierzyn-Koźle | 1–3    | Aluron CMC Warta Zawiercie | 25–22 | 17–25 | 22–25 | 23–25 |       | 87–97 | Relatório |
| 23 abr | 17:30 | Jastrzębski Węgiel     | 3–0    | PGE Skra Bełchatów         | 25–14 | 30–28 | 26–24 |       |       | 81–66 | Relatório |

2º Jogo
| Data   | Hora  |                            | Placar |                        | Set 1 | Set 2 | Set 3 | Set 4 | Set 5 | Total | Relatório |
| ------ | ----- | -------------------------- | ------ | ---------------------- | ----- | ----- | ----- | ----- | ----- | ----- | --------- |
| 26 abr | 17:30 | Aluron CMC Warta Zawiercie | 0–3    | ZAKSA Kędzierzyn-Koźle | 20–25 | 21–25 | 21–25 |       |       | 62–75 | Relatório |
| 26 abr | 20:30 | PGE Skra Bełchatów         | 0–3    | Jastrzębski Węgiel     | 18–25 | 22–25 | 19–25 |       |       | 59–75 | Relatório |

3º Jogo
| Data   | Hora  |                        | Placar |                            | Set 1 | Set 2 | Set 3 | Set 4 | Set 5 | Total | Relatório |
| ------ | ----- | ---------------------- | ------ | -------------------------- | ----- | ----- | ----- | ----- | ----- | ----- | --------- |
| 30 abr | 14:45 | ZAKSA Kędzierzyn-Koźle | 3–1    | Aluron CMC Warta Zawiercie | 19–25 | 25–21 | 25–19 | 25–13 |       | 94–78 | Relatório |

### Terceiro lugar
| Data   | Hora  |                            | Placar |                            | Set 1 | Set 2 | Set 3 | Set 4 | Set 5 | Total   | Relatório |
| ------ | ----- | -------------------------- | ------ | -------------------------- | ----- | ----- | ----- | ----- | ----- | ------- | --------- |
| 4 mai  | 20:30 | PGE Skra Bełchatów         | 2–3    | Aluron CMC Warta Zawiercie | 23–25 | 25–21 | 25–19 | 23–25 | 15–17 | 111–107 | Relatório |
| 7 mai  | 17:30 | Aluron CMC Warta Zawiercie | 2–3    | PGE Skra Bełchatów         | 22–25 | 25–16 | 23–25 | 27–25 | 13–15 | 110–106 | Relatório |
| 10 mai | 17:30 | PGE Skra Bełchatów         | 0–3    | Aluron CMC Warta Zawiercie | 22–25 | 23–25 | 21–25 |       |       | 66–75   | Relatório |
| 13 mai | 20:30 | Aluron CMC Warta Zawiercie | 3–2    | PGE Skra Bełchatów         | 25–21 | 21–25 | 25–16 | 20–25 | 15–11 | 106–98  | Relatório |

### Final
| Data   | Hora  |                        | Placar |                        | Set 1 | Set 2 | Set 3 | Set 4 | Set 5 | Total  | Relatório |
| ------ | ----- | ---------------------- | ------ | ---------------------- | ----- | ----- | ----- | ----- | ----- | ------ | --------- |
| 4 mai  | 17:30 | ZAKSA Kędzierzyn-Koźle | 3–0    | Jastrzębski Węgiel     | 25–21 | 27–25 | 25–23 |       |       | 77–69  | Relatório |
| 7 mai  | 14:45 | Jastrzębski Węgiel     | 2–3    | ZAKSA Kędzierzyn-Koźle | 25–20 | 16–25 | 25–22 | 12–25 | 16–18 | 94–110 | Relatório |
| 11 mai | 17:30 | ZAKSA Kędzierzyn-Koźle | 1–3    | Jastrzębski Węgiel     | 24–26 | 25–20 | 23–25 | 22–25 |       | 94–96  | Relatório |
| 14 mai | 14:45 | Jastrzębski Węgiel     | 0–3    | ZAKSA Kędzierzyn-Koźle | 23–25 | 17–25 | 21–25 |       |       | 61–75  | Relatório |

## Classificação final
| Posição           | Equipe                     | Classificação                |
| ----------------- | -------------------------- | ---------------------------- |
| Medalha de ouro   | ZAKSA Kędzierzyn-Koźle     | Liga dos Campeões de 2022–23 |
| Medalha de prata  | Jastrzębski Węgiel         | Liga dos Campeões de 2022–23 |
| Medalha de bronze | Aluron CMC Warta Zawiercie | Liga dos Campeões de 2022–23 |
| 4                 | PGE Skra Bełchatów         | Taça CEV de 2022–23          |
| 5                 | Asseco Resovia Rzeszów     | PlusLiga de 2022–23          |
| 6                 | Indykpol AZS Olsztyn       | PlusLiga de 2022–23          |
| 7                 | Trefl Gdańsk               | PlusLiga de 2022–23          |
| 8                 | GKS Katowice               | PlusLiga de 2022–23          |
| 9                 | Projekt Warszawa           | PlusLiga de 2022–23          |
| 10                | Cuprum Lubin               | PlusLiga de 2022–23          |
| 11                | LKPS Lublin                | PlusLiga de 2022–23          |
| 12                | MKS Ślepsk Malow Suwałki   | PlusLiga de 2022–23          |
| 13                | Cerrad Czarni Radom        | PlusLiga de 2022–23          |
| 14                | Stal Nysa                  | PlusLiga de 2022–23          |

## Premiações
| PlusLiga de 2021–22                         |
| ------------------------------------------- |
| ZAKSA Kędzierzyn-Koźle Campeão (9.º título) |

### Individuais
Os atletas que se destacaram individualmente foram:
| - Most Valuable Player (MVP) Dawid Konarski (ALU) Tomasz Fornal (JAS) - Maior pontuador Torey DeFalco (OLS) - Melhor saque Mateusz Bieniek (PGE) | - Melhor recepção Jakub Popiwczak (JAS) - Melhor bloqueador Karol Kłos (PGE) - Melhor ataque Uroš Kovačević (ALU) |